# Mensa (pubblico esercizio)

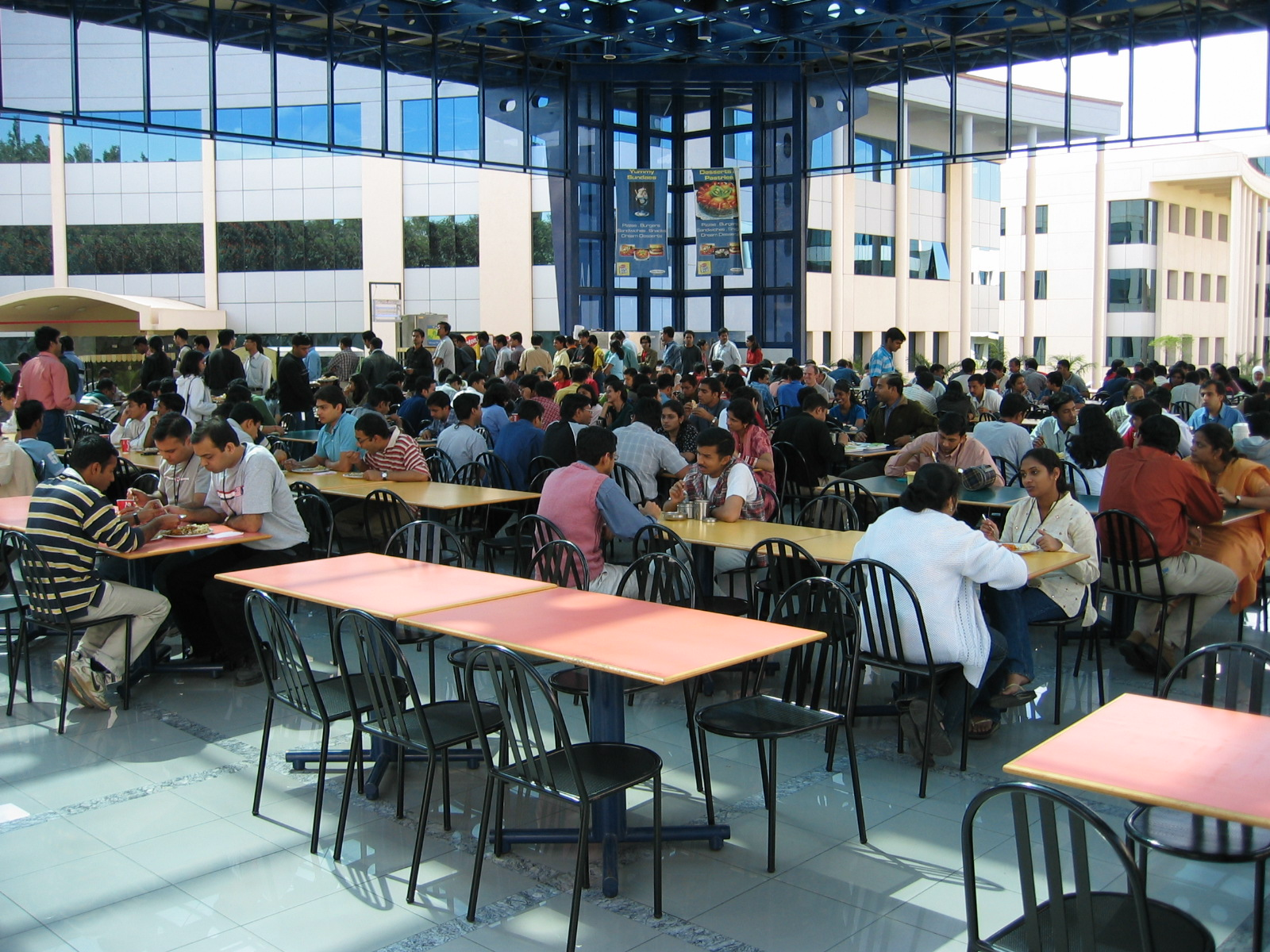
Una mensa a Bangalore (India)

Una mensa è un'area in cui vengono serviti e/o consumati i pasti collettivamente. Le mense possono essere esercizi pubblici dotati di un servizio di self-service, oppure aree riservate al personale di un'azienda, di una scuola, di un ospedale e di altri tipi di servizi. La mensa si distingue dal ristorante in quanto, a differenza di quest'ultimo, il costo del servizio è solitamente a carico dell'azienda di appartenenza.